# Macrosteles severini
Macrosteles severini är en insektsart som beskrevs av Hamilton 1983. Macrosteles severini ingår i släktet Macrosteles och familjen dvärgstritar. Inga underarter finns listade i Catalogue of Life.